# Hesperiphona
Hesperiphona es un género de aves paseriformes de la familia Fringillidae. Sus dos especies integrantes, que se distribuyen por América del Norte y Central, anteriormente se clasificaban en el género Coccothraustes

## Especies
Las dos especies del género son:
- Hesperiphona vespertina (Cooper, 1825) - picogordo vespertino;
- Hesperiphona abeillei (Lesson, 1839) - picogordo encapuchado.